# Argentita

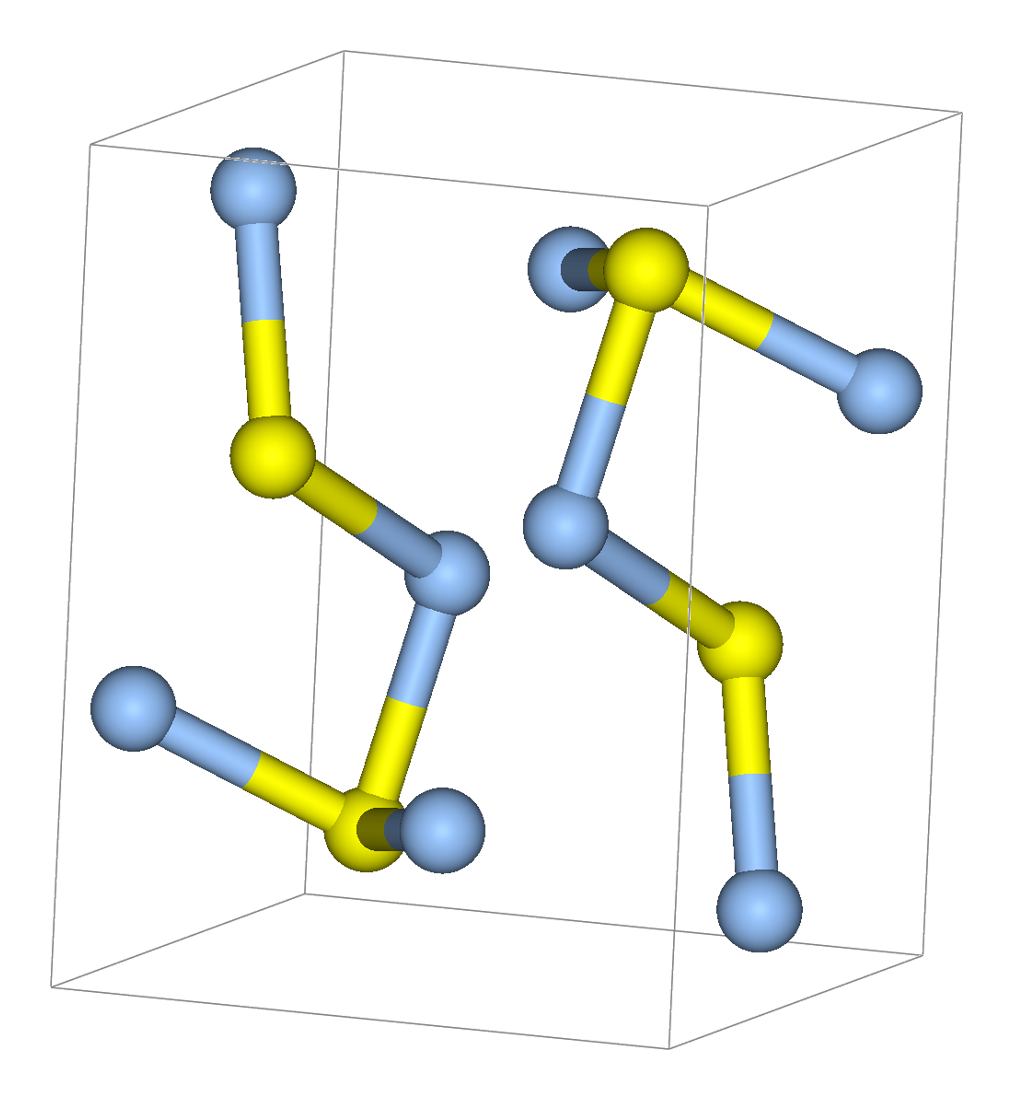
Celula de argentite

Argentita é um valioso minério prateado, pode ser chamada também de acantita, contém cerca de 85% de prata. É encontrada em veios de baixa temperatura, no Canadá, nos Estados Unidos, México e Chile, possuem a mesma composição química do sulfeto de prata. Sob pressão atmosférica a Argentita é encontrada de a forma estável a temperaturas superiores a 177 °C . Na natureza ocorre frequentemente associada à prata nativa, pirargirita, polibasita, galena, esfalerita e outros sulfetos.